# Mangrovelégyvadász
A mangrovelégyvadász (Pachycephala melanura) a madarak osztályának verébalakúak (Passeriformes) rendjébe és a légyvadászfélék (Pachycephalidae) családjába tartozó faj.

## Rendszerezése
A fajt John Gould angol ornitológus írta le 1843-ban.

## Alfajai
- Pachycephala melanura dahli[2] Reichenow, 1897 vagy Pachycephala dahli[1] - Különálló fajjá nyilvánított alfaj, a Bismarck-szigeteken és Új-Guinea délkeleti részén él.
- Pachycephala melanura melanura (Gould, 1843) - Ausztrália északnyugati része
- Pachycephala melanura robusta (Masters, 1876) - Ausztrália északi része
- Pachycephala melanura spinicaudus (Pucheran, 1853) - eredetileg különálló fajként írták le, Új-Guinea déli részén és a Torres-szoros szigetein él.
- Pachycephala melanura whitneyi (Hartert, 1929) - Ausztrália keleti része  [2]

## Előfordulása
Ausztrália északi részén honos. Természetes élőhelyei a szubtrópusi és trópusi mangroveerdők, lombhullató erdők, síkvidéki esőerdők, cserjések, tavak és tengerpartok. Állandó, nem vonuló faj.

## Megjelenése
Testhossza 15–17 centiméter, testtömege 19–26 gramm.
|  |  |

## Életmódja
Gerinctelenekkel, főleg rovarokkal, pókokkal és kisebb rákokkal táplálkozik.

## Természetvédelmi helyzete
Az elterjedési területe nagyon nagy, egyedszáma pedig stabil. A Természetvédelmi Világszövetség Vörös listáján nem fenyegetett fajként szerepel.